# Porcile
Porcile és una pel·lícula italiana del 1969 dirigida per Pier Paolo Pasolini. La pel·lícula, molt criticada, es divideix en dues parts que conflueixen durant la trama i que volen denunciar el poder i la influència negativa que tenen alguns pares sobre els seus fills. Per a l'incipit de cada episodi es prenen i llegeixen làpides en les quals parlem de la desobediència dels fills cap als seus pares i de les tràgiques i greus conseqüències.

## Trama
Dos episodis paral·lels: en el primer la història d'una família burgesa alemanya encapçalada per un pare nazi el fill del qual és devorat pels porcs amb els quals acostuma a copular, en el segon la història d'un jove famolenc que deambula en un erm volcànic desolat (filmat a l'Etna) on es convertirà en caníbal i al qual s'afegiran altres individus: tots seran posteriorment condemnats a ser destrossats per gossos de carrer.

### Episodi de Julian

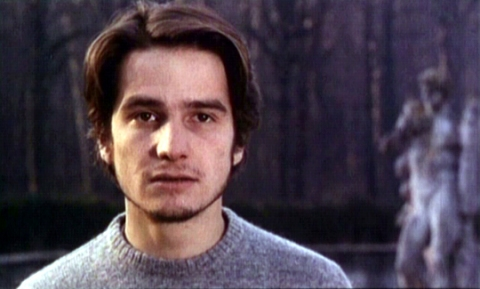
Jean-Pierre Léaud en una escena de la pel·lícula

Durant el 1967, en una vil·la d'Alemanya a Bad Godesberg, el descendent Julian porta una existència plana i sense ideals, confinat a un món propi, sense adonar-se que està sufocant el sentiment d'amor de la seva amiga Ida. El seu pare, Herr Klotz, intenta convèncer el seu fill perquè s'apressi al casament amb la noia, però ell és inflexible, perquè amaga un secret pervers: la zoofília. De fet, sempre que té certa llibertat, Julian entra a l'estable i es lliura als porcs amb coit anal.
La situació familiar empitjora encara més quan el pobre Julià cau en un estat de trància mentre s'estira sobre una butaca, restant indiferent a tot el que passa al seu voltant. Mentrestant, dos homes arriben a la vil·la, un dels quals, Guenther, presenta el senyor Herdhitze, el seu rival i vell camarada d'armes, a Klotz. Inicialment, Klotz té la temptació de fer xantatge a Herdhitze després d'escoltar una història espantosa de Guenther sobre alguns cossos jueus que presumptament Herdhitze va mantenir per dur a terme experiments qüestionables. Herdhitze arriba a la vila de Klotz oferint-li entrar a l'empresa. L'home es nega, però després es veu obligat a reconsiderar-ho a causa de la revelació de Herdhitze, informat de l'espinosa relació de Julian amb els porcs.
Mentre tot això passa, en Julian es recupera i decideix d'una vegada per totes tenir una discussió clara i precisa amb l'Ida, revelant les seves idees sobre l'amor, sense parlar de les seves relacions. Després d'això, mentre l'Ida abandona la vil·la per casar-se amb un altre i mentre Klotz i Herdhitze formen una companyia, Julian es dirigeix a la porquera, sent devorat pels porcs. El final de Julian no es mostra, sinó que es conta en un diàleg entre Herdhitze i el jardiner de la vil·la, Maracchione. I com que de Julian no queda res, Herditze demana silenci sobre aquest tema.

### Episodi caníbal

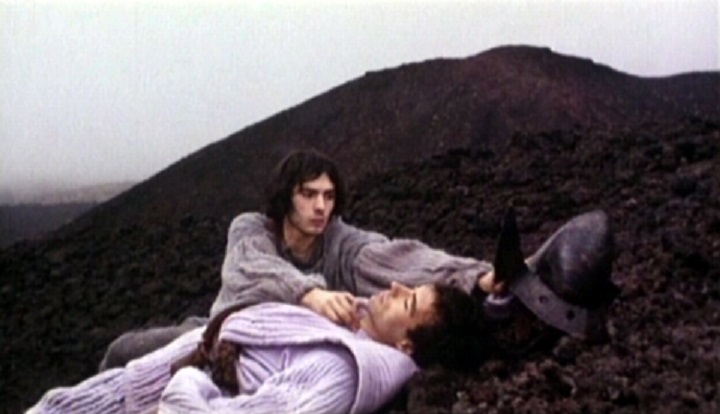
El jove caníbal (Pierre Clémenti) i el soldat (Luigi Barbini) a l'Etna.

La història està ambientada al 1500 als vessants de l'Etna a Sicília, i és totalment silenciosa fins a la línia final del protagonista. Un home camina matant i menjant insectes i animals petits, experimentant plaer i dolor alhora. Fuig de les guarnicions de soldats, per por de ser vist, i només s'acosta als cadàvers. Aviat l'home comença a no estar-se satisfet amb menjar carn animal i vol experimentar carn humana; i poc temps després, veient la mateixa guarnició que havia vist al principi de la pel·lícula, aconsegueix atraure un soldat per poder-lo matar. Després d'aquest primer acte de canibalisme, altres persones s'uneixen a l'home, entre elles algunes dones.
Després de més carnisseria, la notícia de les seves incursions arriba a un poble. Aviat, els caníbals són envoltats i capturats pels habitants. Aleshores s'aixequen pals als quals es lligaran els caníbals: aquests seran finalment devorats lentament pels gossos.

## Repartiment
Episodi de Julian
- Jean-Pierre Léaud : Julian Klotz
- Alberto Lionello : Herr Klotz
- Ugo Tognazzi : Herdhitze
- Anne Wiazemsky : Ida
- Margarita Lozano : Madame Klotz
- Marco Ferreri : Hans Günther
- Ninetto Davoli : Maracchione

Episodi del caníbal
- Pierre Clémenti : el jove caníbal
- Franco Citti : Un caníbal
- Ninetto Davoli : Maracchione
- Luigi Barbini : el soldat al desert
- Antonino Faà di Bruno : el vell a l'escena del judici